# Lukas Bärfuss

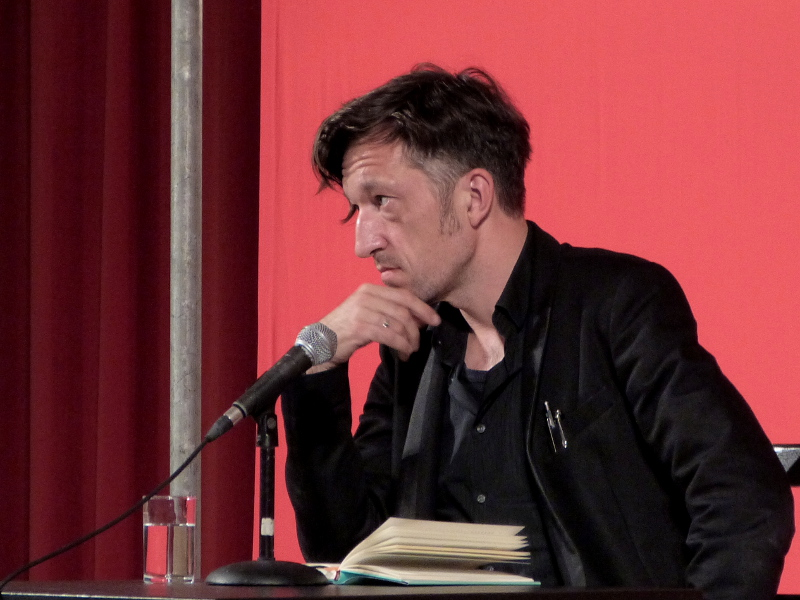
Lukas Bärfuss (2014)

Lukas Bärfuss (* 30. prosince 1971 Thun, Kanton Bern) je švýcarský prozaik a dramatik.

## Život
Než se stal spisovatelem z povolání, vystřídal řadu zaměstnání. Pracoval např. na tabákové plantáži, jako řidič vysokozdvižného vozíku či jako zahradník. Až později se v Bernu vyučil knihkupcem. Od roku 1997 je spisovatelem na volné noze.
Žije v Curychu.

## Dílo
Lukas Bärfuss se nejprve začal prosazovat jako dramatik, a to zprvu v rámci volného seskupení 400asa, v němž spolupracoval s režisérem Samuelem Schwarzem. Záhy se dočkal prvních zakázek od větších německojazyčných divadel a skutečného průlomu s divadelní hrou Sexuální neurózy našich rodičů (Die Sexuellen Neurosen unserer Eltern, 2003), v níž mentálně zaostalá dospívající dívka Dora po vysazení otupujících prášků začne žít sexuálním životem a svou starostlivou matku tím staví před novou výzvu.
Na úspěch Sexuálních neuróz navázal Bärfuss roku 2005 dvojicí kontroverzních her. Autobus (Der Bus (Das Zeug einer Heiligen)) je černohumorná groteska o dívce, „světici“, která omylem nastoupila do špatného autobusu a nyní se musí vypořádat s následky v podobě násilnického řidiče. Drama bylo oceněno Mülheimskou cenou za drama coby nejlepší nový divadelní text roku. Takřka souběžně uvedená hra Alices Reise in die Schweiz (Alenčina cesta do Švýcarska) se zabývá tématem asistované sebevraždy.
Roku 2008 publikoval Bärfuss v nakladatelství Wallstein svůj první román nazvaný Hundert Tage (Sto dní), s nímž ihned pronikl do širší nominace na Německou knižní cenu. Román popisuje zážitky švýcarského humanitárního pracovníka během rwandské genocidy.
Jeho druhý, autobiograficky laděný román Koala (2014), v němž zpracoval sebevraždu nevlastního bratra, získal roku 2014 Švýcarskou knižní cenu. Kromě toho byl titul opět i v širší nominaci na Německou knižní cenu, ani napodruhé však Bärfuss neuspěl. „Koala“ z názvu románu odkazuje ke skautské přezdívce vypravěčova zesnulého bratra, po jehož motivaci k sebevraždě se vypravěč pídí. Na řádcích románu se však současně stává impulzem k rekonstrukci objevu koaly medvídkovitého během kolonizace Austrálie, respektive k popisu kolonizace samotné.
V rodném Švýcarsku se levicově orientovaný autor často vyjadřuje k politickým tématům a vyvolává kontroverze. V říjnu roku 2015 například na sebe výrazně upozornil kritickou esejí, uveřejněnou v deníku FAZ, s názvem 'Ein Warnruf: Die Schweiz ist des Wahnsinns', v níž bezprostředně před volbami kritizoval politické směřování Švýcarska.

## Přehled děl (výběr)

### Próza (romány a knižně vydané eseje)
- Die toten Männer: Novelle (2002, Mrtví muži, pozn.: jeho literární prvotina[8])
- Hundert Tage: Roman (2008, Sto dní)
- Koala (2014, Koala)
- Stil und Moral: Essays (2015, Styl a morálka)
- Hagard: Roman (2017)
- Krieg und Liebe: Essays (2018, Válka a láska)
- Malinois: Erzählungen (2019)

### Divadelní hry
- Sophokles' Oedipus (1998)
- Medeää (2000)
- Vier Frauen (2000)
- Siebzehn Uhr siebzehn (2000)
- Othello, kurze Fassung (2001)
- Meienbergs Tod (2001)
- Die Reise von Klaus und Edith durch den Schacht zum Mittelpunkt der Erde (2001)
- august02, Nationalulk (2002)
- Vier Bilder der Liebe (2002)
- Die sexuellen Neurosen unserer Eltern (2003, č. Sexuální neurózy našich rodičů, přel. Josef Balvín)
- Heinrich IV. (2004)
- Alices Reise in die Schweiz (2005)
- Der Bus (Das Zeug einer Heiligen) (2005, č. Autobus (Co dokáže světice), přel. Josef Balvín)
- Jemand schreit in unseren Rosen (2005)
- Amygdala (2007)
- Die Probe (Der brave Simon Korach) (2007, č. Test (Správný chlap), přel. Magdalena Štulcová)
- Öl (2009, č. Ropa, přel. Michal Kotrouš)
- Malaga (2010)
- Parzival (2010)
- Zwanzigtausend Seiten (2012, č. Dvacet tisíc stránek, přel. Magdalena Štulcová)
- Anschlag (2013)
- Die schwarze Halle (2013)
- Frau Schmitz (2016)
- Der Elefantengeist (2018)
- Julien – Rot und Schwarz (2020)